# Jaidhof
Jaidhof – gmina w Austrii, w kraju związkowym Dolna Austria, w powiecie Krems-Land. Według Austriackiego Urzędu Statystycznego liczyła 1 173 mieszkańców (1 stycznia 2014).